# Льерне
Льерне́ (фр. Liernais) — коммуна во Франции, находится в регионе Бургундия. Департамент коммуны — Кот-д’Ор. Входит в состав кантона Льерне. Округ коммуны — Бон.
Код INSEE коммуны — 21349.

## Население
Население коммуны на 2010 год составляло 591 человек.
| 1962 | 1968 | 1975 | 1982 | 1990 | 1999 | 2010 |
| ---- | ---- | ---- | ---- | ---- | ---- | ---- |
| 663  | 646  | 616  | 649  | 628  | 593  | 591  |

## Экономика
В 2010 году среди 353 человек трудоспособного возраста (15—64 лет) 245 были экономически активными, 108 — неактивными (показатель активности — 69,4 %, в 1999 году было 72,1 %). Из 245 активных жителей работали 209 человек (115 мужчин и 94 женщины), безработных было 36 (20 мужчин и 16 женщин). Среди 108 неактивных 36 человек были учениками или студентами, 47 — пенсионерами, 25 были неактивными по другим причинам.

## Города-побратимы
- Германия, Гау-Бишофсхайм